# إبراهام هيرشفيلد
إبراهام هيرشفيلد هو سياسي أمريكي، ولد في 12 ديسمبر 1919 في تارنوف في بولندا، وتوفي في 9 أغسطس 2005 في ذا برونكس في الولايات المتحدة بسبب سرطان.